# Rue des Pâtures
La rue des Pâtures est une voie du 16e arrondissement de Paris, en France.

## Situation et accès
La rue des Pâtures est une voie publique située dans le 16e arrondissement de Paris. Elle débute au 40, avenue de Versailles et se termine au 19, rue Félicien-David.

## Origine du nom
Son nom rappelle les anciens pâturages communaux situés dans les environs.

## Historique
Cette voie de l'ancienne commune d'Auteuil est ouverte sous sa dénomination actuelle par un arrêté du 13 février 1854 et classée dans la voirie parisienne par un décret du 23 mai 1863.

## Bâtiments remarquables et lieux de mémoire
- No 8 : immeuble construit en 1935 par l'architecte Jean Ginsberg.